# Lista Szwedów w polskiej lidze żużlowej
Zawodnicy ze Szwecji w lidze żużlowej w Polsce
Uwaga! Niektórzy z zawodników mimo podpisanych umów nie wystąpili w żadnym oficjalnym meczu ligowym swoich drużyn.
(nazwiska w kolejności alfabetycznej)
| Nazwisko                                  | Klub                                                       | Rok         |  |
| ----------------------------------------- | ---------------------------------------------------------- | ----------- |  |
| Sebastian Aldén, ur. 1985                 | Kolejarz Rawicz                                            | 2004        |  |
| Sebastian Aldén, ur. 1985                 | Start Gniezno                                              | 2006        |  |
| Sebastian Aldén, ur. 1985                 | ZKŻ Zielona Góra                                           | 2007        |  |
| Sebastian Aldén, ur. 1985                 | RKM Rybnik                                                 | 2008        |  |
|                                           |                                                            |             |  |
| Daniel Andersson, ur. 1977                | ZKŻ Zielona Góra                                           | 1996        |  |
| Daniel Andersson, ur. 1977                | RKM Rybnik                                                 | 1999        |  |
| Daniel Andersson, ur. 1977                | Wybrzeże Gdańsk                                            | 2000        |  |
|                                           |                                                            |             |  |
| Dennis Andersson, ur. 1991                | WTS Wrocław                                                | 2009        |  |
|                                           |                                                            |             |  |
| Eric Andersson, ur. 1984                  | GTŻ Grudziądz                                              | 2007–2008   |  |
|                                           |                                                            |             |  |
| Stefan Andersson, ur. 1971                | Polonia Piła                                               | 1998        |  |
| Stefan Andersson, ur. 1971                | Apator Toruń                                               | 1999–2000   |  |
| Stefan Andersson, ur. 1971                | Stal Rzeszów                                               | 2001        |  |
| Stefan Andersson, ur. 1971                | Wybrzeże Gdańsk                                            | 2002        |  |
| Stefan Andersson, ur. 1971                | Start Gniezno                                              | 2003–2006   |  |
| Stefan Andersson, ur. 1971                | KM Ostrów Wielkopolski                                     | 2007        |  |
|                                           |                                                            |             |  |
| Niklas Aspgren, ur. 1975                  | Stal Rzeszów                                               | 2003        |  |
|                                           |                                                            |             |  |
| Sebastian Bengtsson, ur. 1985             | Stal Gorzów Wielkopolski                                   | 2006        |  |
|                                           |                                                            |             |  |
| Viktor Bergström, ur. 1986                | Kolejarz Rawicz (wypożyczony ze Stali Gorzów Wielkopolski) | 2007        |  |
|                                           |                                                            |             |  |
| Stefan Dannö, ur. 1969                    | GKM Grudziądz                                              | 1999        |  |
| Stefan Dannö, ur. 1969                    | TŻ Opole                                                   | 2000        |  |
| Stefan Dannö, ur. 1969                    | Stal Gorzów Wielkopolski                                   | 2001        |  |
| Stefan Dannö, ur. 1969                    | Apator Toruń                                               | 2002        |  |
|                                           |                                                            |             |  |
| Daniel Davidsson, ur. 1983                | ZKŻ Zielona Góra                                           | 2006        |  |
|                                           |                                                            |             |  |
| Jonas Davidsson, ur. 1984                 | ZKŻ Zielona Góra                                           | 2006        |  |
| Jonas Davidsson, ur. 1984                 | Polonia Bydgoszcz                                          | 2007–2008   |  |
| Jonas Davidsson, ur. 1984                 | Stelmet Falubaz Zielona Góra                               | 2011        |  |
|                                           |                                                            |             |  |
| Stefan Ekberg, ur. 1972                   | Speedway Miszkolc                                          | 2006–2007   |  |
|                                           |                                                            |             |  |
| Linus Eklöf, ur. 1989                     | Start Gniezno (wypożyczony z ZKŻ Zielona Góra)             | 2007–2009   |  |
| Linus Eklöf, ur. 1989                     | Orzeł Łódź                                                 | 2010 – 2011 |  |
|                                           |                                                            |             |  |
| Freddie Eriksson, ur. 1981                | Wybrzeże Gdańsk                                            | 2003        |  |
| Freddie Eriksson, ur. 1981                | Orzeł Łódź                                                 | 2005–2007   |  |
|                                           |                                                            |             |  |
| Billy Forsberg, ur. 1989                  | Wybrzeże Gdańsk                                            | 2007–2008   |  |
|                                           |                                                            |             |  |
| Henrik Gustafsson, ur. 1970               | Apator Toruń                                               | 1992        |  |
| Henrik Gustafsson, ur. 1970               | Sparta Wrocław                                             | 1993        |  |
| Henrik Gustafsson, ur. 1970               | Morawski Zielona Góra                                      | 1994        |  |
| Henrik Gustafsson, ur. 1970               | Polonia Bydgoszcz                                          | 1995–2001   |  |
| Henrik Gustafsson, ur. 1970               | Wybrzeże Gdańsk                                            | 2002        |  |
| Henrik Gustafsson, ur. 1970               | WKM Warszawa                                               | 2003        |  |
| Henrik Gustafsson, ur. 1970               | Kolejarz Rawicz                                            | 2008        |  |
| Henrik Gustafsson, ur. 1970               | Orzeł Łódź                                                 | 2009        |  |
|                                           |                                                            |             |  |
| Simon Gustafsson, ur. 1990                | Kolejarz Rawicz (wypożyczony z KS Toruń)                   | 2007        |  |
| Simon Gustafsson, ur. 1990                | Orzeł Łódź                                                 | 2009        |  |
|                                           |                                                            |             |  |
| Claes Ivarsson, ur. 1973                  | Morawski Zielona Góra                                      | 1991        |  |
|                                           |                                                            |             |  |
| Conny Ivarsson, ur. 1965                  | Morawski Zielona Góra                                      | 1991        |  |
|                                           |                                                            |             |  |
| Kim Jansson, ur. 1981                     | Stal Gorzów Wielkopolski                                   | 2006–2007   |  |
|                                           |                                                            |             |  |
| Jörgen Johansson, ur. 1967                | Polonia Bydgoszcz                                          | 1991        |  |
|                                           |                                                            |             |  |
| Robert Johansson, ur. 1972                | Stal Gorzów Wielkopolski                                   | 2006        |  |
|                                           |                                                            |             |  |
| Tobias Johansson, ur. 1977                | WKM Warszawa                                               | 2003        |  |
| Tobias Johansson, ur. 1977                | Polonia Piła                                               | 2005        |  |
| Tobias Johansson, ur. 1977                | Polonia Piła (wypożyczony z Kolejarza Opole)               | 2006        |  |
| Tobias Johansson, ur. 1977                | Kolejarz Rawicz                                            | 2007        |  |
|                                           |                                                            |             |  |
| Thomas Hjelm Jonasson, ur. 1988           | Stal Gorzów Wielkopolski                                   | 2006–2009   |  |
| Thomas Hjelm Jonasson, ur. 1988           | Wybrzeże Gdańsk                                            | 2010        |  |
|                                           |                                                            |             |  |
| Andreas Jonsson, ur. 1980                 | Stal Gorzów Wielkopolski                                   | 1999–2000   |  |
| Andreas Jonsson, ur. 1980                 | Apator Toruń                                               | 2001        |  |
| Andreas Jonsson, ur. 1980                 | Włókniarz Częstochowa                                      | 2002–2003   |  |
| Andreas Jonsson, ur. 1980                 | Polonia Bydgoszcz                                          | 2004–2008   |  |
| Andreas Jonsson, ur. 1980                 | Stelmet Falubaz Zielona Góra                               | 2011        |  |
|                                           |                                                            |             |  |
| Per Jonsson, ur. 1966                     | Apator Toruń                                               | 1991–1994   |  |
|                                           |                                                            |             |  |
| Christer Karlsson → patrz Christer Rohlén |                                                            |             |  |
|                                           |                                                            |             |  |
| Mikael Karlsson → patrz Mikael Max        |                                                            |             |  |
|                                           |                                                            |             |  |
| Niklas Karlsson, ur. 1968                 | WTS Wrocław                                                | 1999        |  |
|                                           |                                                            |             |  |
| Peter Karlsson, ur. 1969                  | Polonia Bydgoszcz                                          | 1991        |  |
| Peter Karlsson, ur. 1969                  | Polonia Piła                                               | 1996–1997   |  |
| Peter Karlsson, ur. 1969                  | RKM Rybnik                                                 | 1998        |  |
| Peter Karlsson, ur. 1969                  | Apator Toruń                                               | 1999–2000   |  |
| Peter Karlsson, ur. 1969                  | Polonia Piła                                               | 2001        |  |
| Peter Karlsson, ur. 1969                  | RKM Rybnik                                                 | 2002        |  |
| Peter Karlsson, ur. 1969                  | Unia Tarnów                                                | 2003        |  |
| Peter Karlsson, ur. 1969                  | TŻ Lublin                                                  | 2004        |  |
| Peter Karlsson, ur. 1969                  | KM Ostrów Wielkopolski                                     | 2005–2007   |  |
| Peter Karlsson, ur. 1969                  | Stal Gorzów Wielkopolski                                   | 2008–2009   |  |
| Peter Karlsson, ur. 1969                  | CKM Włókniarz Częstochowa                                  | 2010        |  |
|                                           |                                                            |             |  |
| Peter I. Karlsson, ur. 1978               | Kolejarz Opole                                             | 2003        |  |
|                                           |                                                            |             |  |
| Ricky Kling, ur. 1987                     | KM Ostrów Wielkopolski (wypożyczony z WTS Wrocław)         | 2006        |  |
| Ricky Kling, ur. 1987                     | ZKŻ Zielona Góra                                           | 2007–2008   |  |
| Ricky Kling, ur. 1987                     | RKM Rybnik                                                 | 2009        |  |
|                                           |                                                            |             |  |
| Niklas Klingberg, ur. 1973                | WTS Wrocław                                                | 1998        |  |
| Niklas Klingberg, ur. 1973                | GKM Grudziądz                                              | 1999        |  |
| Niklas Klingberg, ur. 1973                | TŻ Opole                                                   | 2000        |  |
| Niklas Klingberg, ur. 1973                | GKM Grudziądz                                              | 2001        |  |
| Niklas Klingberg, ur. 1973                | Unia Leszno                                                | 2002        |  |
| Niklas Klingberg, ur. 1973                | Stal Gorzów Wielkopolski                                   | 2003        |  |
| Niklas Klingberg, ur. 1973                | KM Ostrów Wielkopolski                                     | 2004        |  |
| Niklas Klingberg, ur. 1973                | Stal Rzeszów                                               | 2005        |  |
| Niklas Klingberg, ur. 1973                | KM Ostrów Wielkopolski                                     | 2006–2007   |  |
| Niklas Klingberg, ur. 1973                | GTŻ Grudziądz                                              | 2008        |  |
|                                           |                                                            |             |  |
| Antonio Lindbäck, ur. 1985                | WTS Wrocław                                                | 2005        |  |
| Antonio Lindbäck, ur. 1985                | Włókniarz Częstochowa                                      | 2007        |  |
| Antonio Lindbäck, ur. 1985                | RKM Rybnik                                                 | 2008        |  |
| Antonio Lindbäck, ur. 1985                | Polonia Bydgoszcz                                          | 2009–2010   |  |
| Antonio Lindbäck, ur. 1985                | RKM Rybnik                                                 | 2011        |  |
|                                           |                                                            |             |  |
| Fredrik Lindgren, ur. 1985                | GTŻ Grudziądz                                              | 2004        |  |
| Fredrik Lindgren, ur. 1985                | ZKŻ Zielona Góra                                           | 2006–2010   |  |
| Fredrik Lindgren, ur. 1985                | Tauron Azoty Tarnów                                        | 2011        |  |
|                                           |                                                            |             |  |
| Kalle Lindgren, ur. 1971                  | Kolejarz Rawicz                                            | 2007        |  |
|                                           |                                                            |             |  |
| Ludvig Lindgren                           | ZKŻ Zielona Góra                                           | 2008        |  |
|                                           |                                                            |             |  |
| Emil Lindqvist, ur. 1986                  | Orzeł Łódź                                                 | 2007        |  |
|                                           |                                                            |             |  |
| Peter Ljung, ur. 1982                     | KM Ostrów Wielkopolski                                     | 2003        |  |
| Peter Ljung, ur. 1982                     | Start Gniezno                                              | 2004        |  |
| Peter Ljung, ur. 1982                     | KSŻ Krosno                                                 | 2005        |  |
| Peter Ljung, ur. 1982                     | Włókniarz Częstochowa                                      | 2006        |  |
| Peter Ljung, ur. 1982                     | Unia Tarnów                                                | 2007–2008   |  |
| Peter Ljung, ur. 1982                     | Start Gniezno                                              | 2009–2010   |  |
| Peter Ljung, ur. 1982                     | PSŻ Lechma Poznań                                          | 2011        |  |
|                                           |                                                            |             |  |
| Mikael Max, ur. 1973                      | Polonia Piła                                               | 1995        |  |
| Mikael Max, ur. 1973                      | RKM Rybnik                                                 | 2000–2002   |  |
| Mikael Max, ur. 1973                      | WKM Warszawa                                               | 2003        |  |
| Mikael Max, ur. 1973                      | Stal Rzeszów                                               | 2005        |  |
| Mikael Max, ur. 1973                      | KM Ostrów Wielkopolski                                     | 2006–2007   |  |
| Mikael Max, ur. 1973                      | WTS Wrocław                                                | 2008        |  |
| Mikael Max, ur. 1973                      | PGE Marma Rzeszów                                          | 2009–2010   |  |
| Mikael Max, ur. 1973                      | Wybrzeże Gdańsk                                            | 2011        |  |
|                                           |                                                            |             |  |
| Andreas Messing, ur. 1987                 | TŻ Lublin                                                  | 2006        |  |
| Andreas Messing, ur. 1987                 | Stal Rzeszów                                               | 2007        |  |
| Andreas Messing, ur. 1987                 | Polonia Bydgoszcz                                          | 2008        |  |
| Andreas Messing, ur. 1987                 | KMŻ Lublin                                                 | 2009        |  |
|                                           |                                                            |             |  |
| Jonas Messing, ur. 1989                   | KMŻ Lublin                                                 | 2009        |  |
|                                           |                                                            |             |  |
| Peter Nahlin, ur. 1968                    | Apator Toruń                                               | 1991        |  |
| Peter Nahlin, ur. 1968                    | Polonia Piła                                               | 1992        |  |
| Peter Nahlin, ur. 1968                    | Morawski Zielona Góra                                      | 1994        |  |
| Peter Nahlin, ur. 1968                    | Polonia Bydgoszcz                                          | 1997        |  |
|                                           |                                                            |             |  |
| Daniel Nermark, ur. 1977                  | Stal Gorzów Wielkopolski                                   | 2003–2004   |  |
| Daniel Nermark, ur. 1977                  | Stal Gorzów Wielkopolski                                   | 2006        |  |
| Daniel Nermark, ur. 1977                  | KM Ostrów Wielkopolski                                     | 2008–2009   |  |
| Daniel Nermark, ur. 1977                  | RKM Rybnik                                                 | 2010        |  |
| Daniel Nermark, ur. 1977                  | CKM Włókniarz Częstochowa                                  | 2011        |  |
|                                           |                                                            |             |  |
| Mattias Nilsson, ur. 1983                 | Kolejarz Opole                                             | 2006–2007   |  |
|                                           |                                                            |             |  |
| Jimmy Nilsen, ur. 1966                    | Morawski Zielona Góra                                      | 1991–1992   |  |
| Jimmy Nilsen, ur. 1966                    | Polonia Piła                                               | 1994        |  |
| Jimmy Nilsen, ur. 1966                    | GKM Grudziądz                                              | 1995        |  |
| Jimmy Nilsen, ur. 1966                    | Polonia Piła                                               | 1996        |  |
| Jimmy Nilsen, ur. 1966                    | Start Gniezno                                              | 1997–1999   |  |
| Jimmy Nilsen, ur. 1966                    | WTS Wrocław                                                | 2000        |  |
|                                           |                                                            |             |  |
| Kenneth Nyström                           | Apator Toruń                                               | 1991        |  |
|                                           |                                                            |             |  |
| Patrik Olsson                             | Polonia Bydgoszcz                                          | 1991        |  |
|                                           |                                                            |             |  |
| Tony Olsson                               | Stal Gorzów Wielkopolski                                   | 1991        |  |
|                                           |                                                            |             |  |
| Robert Pettersson, ur. 1988               | KM Ostrów Wielkopolski                                     | 2006        |  |
| Robert Pettersson, ur. 1988               | GTŻ Grudziądz                                              | 2007–2008   |  |
|                                           |                                                            |             |  |
| Tony Rickardsson, ur. 1970                | Polonia Bydgoszcz                                          | 1991        |  |
| Tony Rickardsson, ur. 1970                | Iskra Ostrów Wielkopolski                                  | 1992        |  |
| Tony Rickardsson, ur. 1970                | Morawski Zielona Góra                                      | 1993        |  |
| Tony Rickardsson, ur. 1970                | Unia Tarnów                                                | 1994–1996   |  |
| Tony Rickardsson, ur. 1970                | Pergo Gorzów Wielkopolski                                  | 1997–1998   |  |
| Tony Rickardsson, ur. 1970                | Wybrzeże Gdańsk                                            | 1999–2000   |  |
| Tony Rickardsson, ur. 1970                | Apator Toruń                                               | 2001–2003   |  |
| Tony Rickardsson, ur. 1970                | Unia Tarnów                                                | 2004–2006   |  |
|                                           |                                                            |             |  |
| Christer Rohlén                           | Apator Toruń                                               | 1990        |  |
| Christer Rohlén                           | Apator Toruń                                               | 1994        |  |
|                                           |                                                            |             |  |
| David Ruud, ur. 1980                      | Włókniarz Częstochowa                                      | 2003        |  |
| David Ruud, ur. 1980                      | Polonia Piła                                               | 2005        |  |
| David Ruud, ur. 1980                      | Stal Gorzów Wielkopolski                                   | 2006–2007   |  |
| David Ruud, ur. 1980                      | KM Ostrów Wielkopolski                                     | 2008        |  |
| David Ruud, ur. 1980                      | Stal Gorzów                                                | 2009–2010   |  |
| David Ruud, ur. 1980                      | GTŻ Grudziądz                                              | 2011        |  |
|                                           |                                                            |             |  |
| Linus Sundström                           | Polonia Bydgoszcz                                          | 2008        |  |
|                                           |                                                            |             |  |
| Erik Stenlund                             | Polonia Bydgoszcz                                          | 1999        |  |
|                                           |                                                            |             |  |
| Mikael Teurnberg                          | ŁTŻ Łódź                                                   | 2001        |  |
|                                           |                                                            |             |  |
| Robin Törnqvist, ur. 1987                 | KS Toruń                                                   | 2007        |  |
|                                           |                                                            |             |  |
| Magnus Zetterström, ur. 1971              | LKŻ Lublin                                                 | 1999        |  |
| Magnus Zetterström, ur. 1971              | RKM Rybnik                                                 | 2000        |  |
| Magnus Zetterström, ur. 1971              | TŻ Lublin                                                  | 2002        |  |
| Magnus Zetterström, ur. 1971              | Stal Gorzów Wielkopolski                                   | 2003–2004   |  |
| Magnus Zetterström, ur. 1971              | GTŻ Grudziądz                                              | 2005        |  |
| Magnus Zetterström, ur. 1971              | Start Gniezno                                              | 2006        |  |
| Magnus Zetterström, ur. 1971              | Stal Gorzów Wielkopolski                                   | 2007        |  |
| Magnus Zetterström, ur. 1971              | Wybrzeże Gdańsk                                            | 2008        |  |